# Dalla strada al palco (quarta edizione)
La quarta edizione di Dalla strada al palco è andata in onda in prima serata su Rai 1 il venerdì dal 10 gennaio al 7 febbraio 2025 per cinque puntate con la conduzione di Nek e Bianca Guaccero ed è stata vinta da Selma Ezzine nella categoria di Canto.
Le novità di questa edizione sono l'utilizzo di spettacoli ed esibizioni all'inizio di ogni puntata con il coinvolgimento dell'orchestra, del corpo di ballo e dei conduttori, la presenza di ospiti e di bambini che interagiscono con i concorrenti in gara e la presenza di un grande palco esterno che, in tutte le puntate tranne l'ultima, ospita le coreografie del corpo di ballo e i numeri di altri artisti di strada provenienti da tutto il mondo.

## Cast

### Passanti importanti
| Passanti importanti  | Puntate | Puntate | Puntate | Puntate | Puntate | Totale |
| Passanti importanti  | 1       | 2       | 3       | 4       | 5       | Totale |
| -------------------- | ------- | ------- | ------- | ------- | ------- | ------ |
| Valentina Persia     |         |         |         |         |         | 2      |
| Al Bano              |         |         |         | 1       |         |        |
| Biagio Izzo          |         |         |         | 1       |         |        |
| Massimiliano Gallo   |         |         |         | 1       |         |        |
| Gabriele Cirilli     |         |         |         | 1       |         |        |
| Beppe Fiorello       |         |         |         | 1       |         |        |
| Sergio Friscia       |         |         |         | 1       |         |        |
| Francesco Paolantoni |         |         |         | 1       |         |        |
| Marisa Laurito       |         |         |         | 1       |         |        |
| Luca Argentero       |         |         |         | 1       |         |        |
| Ema Stokholma        |         |         |         | 1       |         |        |
| Massimo Lopez        |         |         |         | 1       |         |        |

## Dettaglio delle puntate
Legenda
     L'artista di strada è tra i migliori scelti dal pubblico e accede alla puntata finale.
     L'artista di strada è stato ripescato dai passanti importanti e accede alla puntata finale.
     L'artista di strada è il vincitore dell'edizione e si aggiudica il premio di 10000 €.

### Prima puntata
- Messa in onda: 10 gennaio 2025
- Passanti importanti: Al Bano, Biagio Izzo

| Ordine di esibizione | Artista di strada | Esibizione       | Voti ricevuti dal pubblico |
| -------------------- | ----------------- | ---------------- | -------------------------- |
| 1                    | Iliana e Alan     | Trapezio         | 688                        |
| 2                    | Marina e Oreo     | Dees Dog         | 727                        |
| 3                    | Giorgina          | Canto con la LIS | 775                        |
| 4                    | Pierpaolo Foti    | Violino          | 869                        |
| 5                    | Andrea Agostini   | Slacklining      | 744                        |
| 6                    | Antonio Nicolosi  | Canto lirico     | 844                        |
| 7                    | Daniel Motta      | Escapologia      | 736                        |
| 8                    | Nicole Errani     | Giocoleria       | 739                        |

### Seconda puntata
- Messa in onda: 17 gennaio 2025
- Passanti importanti: Gabriele Cirilli, Massimiliano Gallo, Valentina Persia

| Ordine di esibizione | Artista di strada     | Esibizione             | Voti ricevuti dal pubblico |
| -------------------- | --------------------- | ---------------------- | -------------------------- |
| 1                    | Nancy e Ives          | Pattinaggio acrobatico | 738                        |
| 2                    | Aldo Nicolini         | Illusionismo           | 665                        |
| 3                    | Mario Peluso          | Canto                  | 689                        |
| 4                    | Federica Barbieri     | Tip tap                | 740                        |
| 5                    | Jonny e Manuel        | Danza acrobatica       | 741                        |
| 6                    | Denisa Curtasu        | Pianoforte             | 785                        |
| 7                    | Giullari del Carretto | Lancio del coltello    | 676                        |
| 8                    | Chris Obehi           | Canto e Chitarra       | 699                        |
| 9                    | Mission Trial Academy | Motociclismo           | 651                        |
| 10                   | Ginevra Giuli         | Canto                  | 802                        |

### Terza puntata
- Messa in onda: 24 gennaio 2025
- Passanti importanti: Valentina Persia, Beppe Fiorello, Sergio Friscia

| Ordine di esibizione | Artista di strada   | Esibizione                           | Voti ricevuti dal pubblico |
| -------------------- | ------------------- | ------------------------------------ | -------------------------- |
| 1                    | Domenico Vaccaro    | Acro Pole                            | 806                        |
| 2                    | Paolo Scannavino    | Spettacolo con palloncini            | 605                        |
| 3                    | Boys 4 Road         | Canto, Chitarra, Archi e Percussioni | 721                        |
| 4                    | Fratelli Gargarelli | Street Dance                         | 732                        |
| 5                    | Francesco Sicilia   | Pianoforte                           | 848                        |
| 6                    | Stardust            | Danza aerobica                       | 712                        |
| 7                    | Michelle D'Andò     | Canto                                | 834                        |
| 8                    | Lorenzo Sabatini    | Yo-Yo                                | 717                        |
| 9                    | Christian Mollov    | Cartomagia                           | 731                        |
| 10                   | Selma Ezzine        | Canto                                | 870                        |

### Quarta puntata
- Messa in onda: 31 gennaio 2025
- Passanti importanti: Francesco Paolantoni, Marisa Laurito

| Ordine di esibizione | Artista di strada       | Esibizione                                     | Voti ricevuti dal pubblico |
| -------------------- | ----------------------- | ---------------------------------------------- | -------------------------- |
| 1                    | Giulia Scamarcia        | Ginnastica acrobatica                          | 712                        |
| 2                    | Andrea Arena            | Sand Art                                       | 709                        |
| 3                    | Micol Arpa Rock         | Arpa                                           | 686                        |
| 4                    | Glenn Folco             | Giocoleria con racchette e palline da tennis   | 791                        |
| 5                    | Simo Veludo             | Canto e Chitarra                               | 681                        |
| 6                    | Giulio Dilemmi          | Tribal Fusion                                  | 785                        |
| 7                    | Triple check            | Beatbox                                        | 808                        |
| 8                    | Agata & Jo              | Canto e Chitarra                               | 710                        |
| 9                    | Samuel e Stefano Rubino | Cristallofono                                  | 796                        |
| 10                   | Fardamatti              | Acrobazie con skateboard, pattini e bicicletta | 652                        |

### Quinta puntata
- Messa in onda: 7 febbraio 2025
- Passanti importanti: Luca Argentero, Ema Stokholma, Massimo Lopez

| Ordine di esibizione | Artista di strada       | Esibizione                                   | Voti ricevuti dal pubblico |
| -------------------- | ----------------------- | -------------------------------------------- | -------------------------- |
| 1                    | Antonio Nicolosi        | Canto lirico                                 | 733                        |
| 2                    | Selma Ezzine            | Canto                                        | 841                        |
| 3                    | Francesco Sicilia       | Pianoforte                                   | 814                        |
| 4                    | Domenico Vaccaro        | Acro Pole                                    | 754                        |
| 5                    | Pierpaolo Foti          | Violino                                      | 794                        |
| 6                    | Giorgina                | Canto con la LIS                             | 742                        |
| 7                    | Glenn Folco             | Giocoleria con racchette e palline da tennis | 675                        |
| 8                    | Ginevra Giuli           | Canto                                        | 765                        |
| 9                    | Samuel e Stefano Rubino | Cristallofono                                | 691                        |
| 10                   | Jonny e Manuel          | Danza acrobatica                             | 831                        |
| 11                   | Triple check            | Beatbox                                      | 799                        |
| 12                   | Denisa Curtasu          | Pianoforte                                   | 801                        |

## Ascolti
| Puntata | Messa in onda   | Ospiti | Telespettatori | Share  |
| ------- | --------------- | --- | -------------- | ------ |
| 1       | 10 gennaio 2025 | Fiorella Mannoia | 3 003 000      | 19,00% |
| 2       | 17 gennaio 2025 | Gigi D'Alessio, Malika Ayane | 3 029 000      | 19,90% |
| 3       | 24 gennaio 2025 | Elio | 2 696 000      | 18,30% |
| 4       | 31 gennaio 2025 | Cugini di Campagna, Ermal Meta, Nina Zilli | 2 492 000      | 16,20% |
| 5       | 7 febbraio 2025 | Katia Ricciarelli, Ron, BigMama, Amii Stewart, Eiffel 65, Tommaso Stanzani, Angelica Gismondo, Alter Echo, Giusy Ferreri, Fausto Leali, Lorenzo Licitra | 3 160 000      | 21,00% |
| Media   | Media           | Media | 2 876 000      | 18,88% |